# Nguyễn Văn Thị Hương
Học phi Nguyễn Văn thị (chữ Hán: 學妃阮文氏, ? - 1893), còn gọi là Huy Thuận Học phi (徽順學妃), là một phi tần của Nguyễn Dực Tông Tự Đức và là mẹ nuôi của Nguyễn Giản Tông Kiến Phúc hoàng đế trong lịch sử Việt Nam.
Người ta cho rằng bà có mối quan hệ tư thông với Nguyễn Văn Tường, một trong hai đại thần phụ chính quyền lực nhất Việt Nam lúc đó và là nguyên nhân dẫn đến cái chết đầy bí ẩn của Kiến Phúc.

## Tiểu sử

### Xuất thân
Tên thật của bà là Thị Hương (氏香), lại có tên là Thị Nguyệt (氏月), sinh ngày 12 tháng giêng mà không rõ năm, quê ở thôn An Đức, xã Bảo Lộc, huyện Bảo An, tỉnh Vĩnh Long. Bà là cháu nội của Hoàng Trung hầu Nguyễn Văn Trọng, làm quan dưới 3 triều Gia Long (1802 - 1820), Minh Mạng (1820 - 1840) và Thiệu Trị (1840 - 1847), là con gái của ông Nguyễn Văn Tuấn và bà Lê Thị Nữ. Dưới thời Tự Đức, cha của bà cũng là một vị quan của triều đình, và đã được ban tặng chức Nghiêm Oai tướng quân.
Theo gia phả của dòng họ Nguyễn Văn, hiện lưu giữ tại nhà ông Nguyễn Văn Song, tổ 11, khu vực 3, phường Thủy Xuân, thành phố Huế, thì bà có ba người anh em trai là Nguyễn Văn Huy, Nguyễn Văn Diệu và Nguyễn Văn Giai. Trong đó anh trai Nguyễn Văn Huy làm chức Phó vệ úy và em trai là Phò mã Đô úy.

### Phi tần của Tự Đức
Năm Tự Đức thứ 14 (1861), Nguyễn Văn Thị Hương xuất thân trong một gia đình quyền quý, danh gia vọng tộc, lại có sắc đẹp mê hồn. Sau khi được tiến cung bà đã khiến cho Tự Đức, một người yêu thơ ca, hết sức mê đắm và sủng ái. Xiêu lòng trước nhan sắc của bà, nên không lâu sau khi vào cung, Tự Đức đã sắc phong cho bà giai hàm là Lượng tần (諒嬪). Căn cứ vào việc định rõ thứ bậc ở nội cung dưới thời Minh Mạng thì Lượng tần ở vào bậc thứ 4 trong hệ thống Cửu giai, gọi là Tứ giai Lượng tần (四階諒嬪).
Năm Tự Đức thứ 23 (1870), bà được tấn phong làm Nhị giai Khiêm phi (二階謙妃). Cũng trong năm này, theo lệnh Tự Đức, Khiêm Phi Nguyễn Văn Thị Hương nhận con trai thứ hai của Kiên Quốc công là Nguyễn Phúc Ưng Đăng, lúc này mới lên 2 tuổi, làm con nuôi. Từ khi được phong làm Khiêm phi, bà càng ngày càng được Tự Đức sủng ái vô cùng thương yêu.
Năm Tự Đức thứ 27 (1874), Hoàng đế sắc phong cho bà hàm Nhất giai Học phi (一階學妃). Khi ấy, địa vị của bà chỉ đứng sau bà Hoàng quý phi Võ Thị Duyên (chức vị cao nhất trong hậu cung lúc bấy giờ), ngang với Thiện phi Nguyễn Thị Cẩm.
Tấm sắc phong này hiện nay vẫn được dòng họ Nguyễn Văn lưu giữ một cách trân trọng tại phường Thủy Xuân, thành phố Huế. Đây là một tấm sắc phong có giá trị với hình thức sang trọng, được thêu hình chim phụng trên nền lụa vàng, chữ viết bằng chữ Hán, nét chân phương. Nội dung của tấm sắc phong:
"Đoái nghĩ Khiêm phi Nguyễn Văn Thị khoan thai trinh tiết- nết hạnh khoan thai, con cái bậc huân thần, răn bảo nết na, phép khuôn nơi cung cấm, chăm lo kính cẩn, sớm được mến thương Khiêm cung gắng giữ. Một lòng kính cẩn, cần mẫn lo toan. Tốt lành một lòng giữ tiết, được trên soi xét. Ân sủng nhất giai hiển vinh, cần được thưởng khen. Nay đặc biệt phong ngươi là Học phi, để ngươi: Cẩn đội sủng ân, kính tuân phép tắc. Lo toan dạy bảo, để sửa sang lề lối nội cung tràn thấm trạch ân, giữ sủng ân trước sau chiếu cố..."

### Hoàng thái phi
Năm Tự Đức thứ 36 (1883), ngày 16 tháng 6 (tức ngày 19 tháng 7 dương lịch), Tự Đức băng hà. Hoàng đế đã lập di chiếu truyền ngôi lại cho Hoàng trưởng tử Ưng Chân, tức Nguyễn Cung Tông, hay thường gọi là Dục Đức. Theo di chiếu của Tự Đức, sau khi Tiên đế qua đời thì bà Học phi Nguyễn Văn Thị Hương và bà Thiện phi Nguyễn Thị Cẩm lên sống ở Khiêm Lăng để lo toan việc hương khói và cúng kỵ.
Cứ ngỡ rằng cuộc đời bà cứ thế bình lặng trôi qua ở Khiêm Lăng cho đến hết đời, nhưng do đây là thời kì lịch sử đầy biến động, thế sự khó lường với sự kiện Tứ nguyệt Tam vương, với thân phận là một người tần phi, mẹ của hoàng tử, bà Học phi không thể thoát khỏi vòng xoáy của các diễn biến chính trị thời bấy giờ. Dưới sự chuyên quyền của phụ chính đại thần Nguyễn Văn Tường và Tôn Thất Thuyết, Tự quân (cách gọi khi ấy của đại thần đối với Dục Đức) chỉ nhận ngôi được 3 ngày thì phế, thậm chí ông còn chưa kịp làm lễ lên ngôi. Con út của Nguyễn Hiến Tổ Thiệu Trị, là Hiệp Hòa lên thay cũng chỉ được 4 tháng rồi bị bức tử mà chết.
Ngày 1 tháng 12 năm đó (1883), hoàng tử thứ ba của Tự Đức tự là Ưng Đăng vâng theo ý chỉ của Từ Dụ Hoàng thái hậu lên ngôi, lấy niên hiệu là Kiến Phúc. Khi ấy, Tân hoàng đế chỉ vừa tròn 15 tuổi. Cuộc đời Học phi lại một lần nữa được thăng hoa, bởi khi Kiến Phúc vừa lên ngôi đã cho đón bà vào cung và đưa bà lên một địa vị mới quan trọng và đầy quyền lực, đó là Hoàng thái phi.
Kiến Phúc sai bàn định điển lễ tấn tôn Hoàng thái hậu, Hoàng thái phi và làm sách vàng, con dấu vàng. Lúc này, các bậc hoàng thân vương công và đình thần cùng dâng lời tâu xin theo di chiếu tấn tôn Khiêm hoàng hậu Võ thị - chính thất của Tự Đức - lên làm Trang Ý Hoàng thái hậu, và tôn Học phi Nguyễn Văn thị làm Hoàng thái phi. Hoàng đế liền xin ý chỉ của Từ Dụ Thái hoàng thái hậu và được chuẩn y. Các công tác liên quan đến việc sắc phong cho Học phi đã được chuẩn bị, dự định sau khi mãn tang triều đình sẽ cử hành nghi lễ. Tờ chiếu viết rằng
| “ | Tôn lễ của hậu và đế do nghĩa mà có. Thánh mẫu Trung phi của ta đức sánh ngang mặt trời, sánh phối cùng Thượng đế. Nắm giữ đức nhân từ nhu thuận, trên thừa hoan phụng, dưới suất tần ngự để giúp Hoàng khảo ta trong 36 năm trời. Giáo hóa bề trong sánh Cơ Sằn, Cơ Tử. Hoàng mẫu ta là Học phi bẩm tính từ trường, thực hành nhân hậu, thừa mệnh Hoàng khảo nuôi dạy ta từ nhỏ đến lúc trưởng thành. Nay ta vâng chịu phó thác, lấy thiên hạ nuôi dưỡng từ thân, cũng là một cách tôn kính. | ” |

Vì vậy, mặc dù đến tháng 3 sang năm (1885) bà mới chính thức được tấn tôn nhưng thời gian này các đình thần đã mặc nhiên xem bà là Hoàng thái phi được hưởng mọi quyền lợi và bổng lộc như một Hoàng mẫu, sinh mẫu của Hoàng đế. Trong cung, bà cùng với Trang ý Hoàng thái Hậu và Từ Dụ Thái hoàng thái hậu hợp lại gọi là Tam Cung (三宮), là những người phụ nữ có quyền lực nhất trong triều đình Nguyễn lúc bấy giờ. Theo đó, cứ vào ngày sinh nhật của bà, triều đình tổ chức một cuộc lễ mừng rất trọng thể gọi là Diên Xuân tiết, nghi lễ không khác gì một Hoàng thái hậu vậy.

### Kết cục
Vua Kiến Phúc mất vào ngày 31 tháng 7 năm sau (1884). Khi ấy, nội cung và dân chúng cho đến ngày nay vẫn lưu truyền một nghi án cho rằng: Học phi, mẹ nuôi của Kiến Phúc có tư tình với Phụ chính Đại thần Nguyễn Văn Tường, hai người đã âm mưu đầu độc Kiến Phúc khi Hoàng đế đang lâm trọng bệnh.
Cái chết của Kiến Phúc chỉ được ghi chép vắn tắt trong Đại Nam thực lục, một bộ chính sử của triều Nguyễn: "Giáp Thân, năm Kiến Phúc thứ 1 (1884), ngày mồng 10 Nhâm Ngọ, bệnh kịch, giờ ngọ hôm ấy Đế mất ở chính tẩm điện Càn Thành". Tuy nhiên trong gia phả của Hoàng tộc Nguyễn (Nguyễn Phúc tộc thế phả) đã đề cập rất cụ thể về vụ án này. Nguyễn Phúc tộc Thế phả viết:
"Một hôm, nhân vua bị bệnh, Tường ban đêm tự tiện vào thăm rồi ngồi nói chuyện với Học phi, vua nhìn thấy quở mắng Tường: "Thấy đừng tưởng gươm nhà Nguyễn không sắc". Tường thấy nguy bèn đến Thái Y viện bốc một thang thuốc dâng lên. Hôm sau thì vua mất".
Chuyện có hay không mối quan hệ mờ ám giữa bà Học phi và quan Đại thần Nguyễn Văn Tường vẫn còn được bàn cãi cho đến ngày nay.
Sau khi Kiến Phúc và Hàm Nghi mất, bà Hoàng thái phi bèn vời các hoàng thân gồm Miên Định, Hồng Hưu cùng đại thần Phụ chính Nguyễn Văn Tường, Tôn Thất Thuyết và Phạm Thận Duật truyền di chúc của tiên vương, lập Công tử Ưng Lịch lên nối ngôi, trở thành vua Hàm Nghi. Theo lẽ đáng lý Kiến Phúc qua đời, thì phải lập ông Chánh Mông (Đồng Khánh sau này) là con nuôi còn lại của Tự Đức lên ngôi; về tình thì cũng là anh em một cha một mẹ với Kiến Phúc, sống chung với nhau từ nhỏ. Còn Hàm Nghi vừa không phải Hoàng tử, không có danh nghĩa gì. Mà đây là từ lời miệng của bà Hoàng thái phi, chưa rõ thật sự vua Kiến Phúc có di chúc như thế không.
Sau biến loạn kinh thành năm 1885, bà theo triều đình lên Quảng Trị một thời gian rồi lại theo Thái hoàng Thái hậu trở về Huế. Vì triều đình không đón được vua Hàm Nghi về, ông Chánh Mông lại được lập lên ngôi lấy niên hiệu là Đồng Khánh. Vì trước kia bà đã tuyên bố di chúc của Kiến Phúc lập Hàm Nghi chứ không lập Đồng Khánh, nên khiến ông này bất bình. Ít lâu sau, triều đình bèn lấy lý do rằng huy hiệu Hoàng thái phi của bà là do quyền thần tự tấn tôn chứ không phải là di mệnh của tiên triều nên cho đình lại giáng về vị thứ Học phi như cũ, đồng thời Diên Xuân tiết và tên húy cũng cho hủy đi. Từ đó về sau, không thấy sử sách đề cập gì về cuộc đời của bà nữa.

## Lăng mộ
Những người cháu, chắt của bà cho biết có lẽ sau khi Kiến Phúc mất thì khoảng 2-3 năm sau bà cũng bệnh mà chết, chấm dứt cuộc đời huy hoàng nhưng không ít thăng trầm của một bà phi trong cung nhà Nguyễn.
Điều may mắn đối với bà là Học phi Văn Thị Hương được thờ chung với các phi tần khác của Tự Đức ở Chí Khiêm đường (nay chuyển đến Lương Khiêm Điện, Khiêm Lăng – lăng của Tự Đức). Lăng của bà toạ lạc tại làng Dương Xuân Thượng, tỉnh Thừa Thiên – Huế (cách thành phố Huế 7 km về hướng Tây). Lăng nằm khiêm tốn trên một quả đồi nhỏ về phía Tây Bắc của lăng Tự Đức. Cấu trúc của lăng mang nhiều đặc điểm tương đồng với các lăng hoàng hậu khác ở Huế với 3 tầng sân ở phía trước, hai lớp bửu thành bao bọc, bên trong có nhà bia, tẩm, bình phong tiền, bình phong hậu. Tuy nhiên các chi tiết trang trí ở bình phong, nhà bia thể hiện sự vụng về, thiếu chỉn chu của một công trình thuộc kiến trúc cung đình. Đường nét ghép các mảnh không được sắc sảo, một khác biệt so với các lăng tẩm của các hoàng hậu khác. Đặc biệt nhà bia của khu lăng thiết trí một tấm bia bằng đá Thanh, nhưng nội dung của bia không rõ ràng và hoàn toàn khác biệt so với các bia đá thông thường thuộc quần thể di tích triều Nguyễn. Tấm bia chỉ ghi vỏn vẹn một dòng chữ Hán: 前朝學妃阮文氏谥徽順之寢 (Tiền triều Học phi Nguyễn Văn thị thụy Huy Thuận chi tẩm - Tẩm của bà Học phi họ Nguyễn Văn thị thụy Huy Thuận thuộc tiền triều). Ngoài ra, mặc dù đã tìm kiếm rất cẩn thận nhưng cũng không thể nào tìm thấy dòng lạc khoản nào ghi lại ngày dựng lăng, lập mộ.